# فاروق أحمد دار
فاروق أحمد دار (بالأردوية: فاروق احمد ڈار)‏، هو الرئيس الحالي لجبهة تحرير جامو وكشمير، شارك في عام 1990 في الحرب الدينية بين المسلمين والهندوس.
تم سجنه بتهم تتعلق بالإرهاب من عام 1990 حتى عام 2006، قبل إطلاق سراحه بكفالة. وتم اعتقاله مرة أخرى من قبل وكالة الاستخبارات الوطنية الهندية في عام 2019 بتهمة تمويله للإرهاب، وهو الآن في السجن.